# Еглінг-ан-дер-Паар
Еглінг-ан-дер-Паар (нім. Egling an der Paar) — громада в Німеччині, розташована в землі Баварія. Підпорядковується адміністративному округу Верхня Баварія. Входить до складу району Ландсберг.
Площа — 20,77 км2. Населення становить 2386 ос. (станом на 31 грудня 2020).